# Sénat byzantin
Le Sénat byzantin ou Sénat de l’Empire romain d’Orient (en grec Σύγκλητος [Synklētos], ou Γερουσία  [Gerousia]) était la réplique, à Constantinople, du Sénat de Rome. Il fut fondé au IVe siècle par l’empereur Constantin lorsque la capitale de l’empire fut transférée de Rome à Constantinople et survécut jusqu’au XIIIe siècle bien que ses pouvoirs, déjà limités au départ, aient pratiquement disparu à la fin.
Le Sénat de l’Empire romain d’Orient consistait, à l’origine, en sénateurs romains habitant en cette partie du monde ou en sénateurs de Rome prêts à déménager à Constantinople et à qui Constantin offrit des terres et des rations de grain. S’y ajoutaient divers fonctionnaires nommés à cette assemblée. Lors de sa fondation, le Sénat de Constantinople ressemblait davantage aux assemblées des grandes villes de l’empire comme Antioche, plutôt qu’au Sénat de Rome. Ce fut le fils de Constantin, Constance II, qui l’éleva au rang d’institution de l’empire à l’instar de celui de Rome dont les pouvoirs étaient déjà à cette époque très limités. Comme les sénateurs romains, ceux de Constantinople portaient le titre de clarissimi. Constance II et ses successeurs immédiats portèrent le nombre de sénateurs à 2 000, y faisant entrer leurs amis, courtisans et divers fonctionnaires de province. Jusqu’au début du VIIe siècle, les deux Sénats existèrent en parallèle, après quoi, celui de Constantinople demeura le seul Sénat.

## Admission et composition

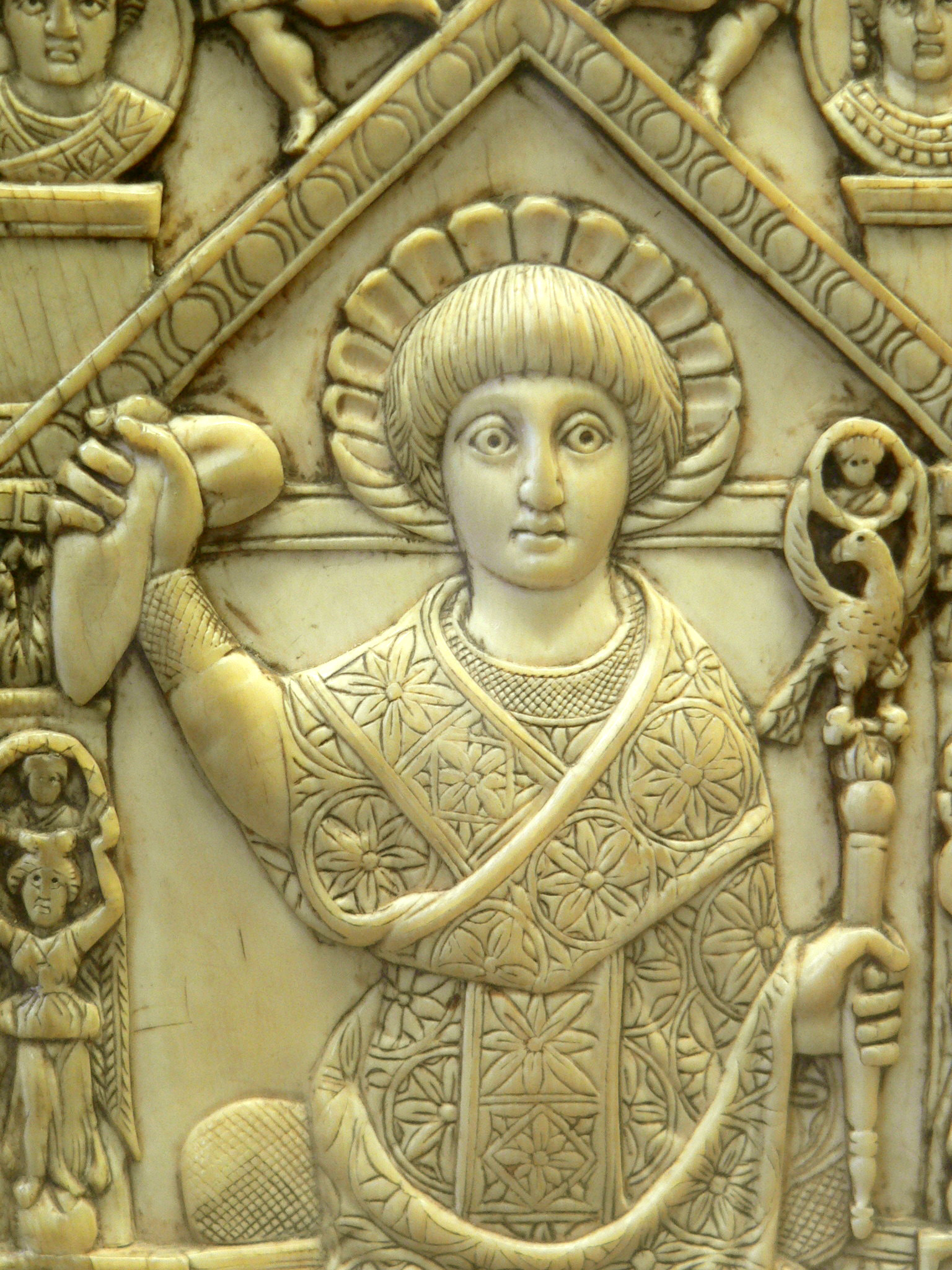
Le consul Flavius Anastase Probus figurant sur son diptyque consulaire en 517. Il tient le sceptre de consul couronné d’un aigle dans une main et dans l’autre un morceau d’étoffe qui, jeté sur le sol, marquait le début des courses au cirque.

Depuis Auguste, la dignité sénatoriale (ordo senatorius) était héréditaire, mais il fallait assumer une magistrature pour faire son entrée au Sénat. À partir de Constantin Ier, c'est l'accession à la préture qui permettra l'inscription au Sénat, et non plus la questure. Lorsque la division de l’empire devint permanente en 395, les responsabilités des préteurs sont restreintes au niveau municipal, leur seul rôle étant de gérer les fonds publics destinés aux jeux du cirque et aux travaux publics. Toutefois, le déclin des autres magistratures comme le tribunat fit que la fonction de préteur demeura une porte d’entrée privilégiée pour l’accès au Sénat, que ce soit celui de Rome ou celui de Constantinople. C’était une fonction onéreuse puisque l’on s’attendait à ce qu’un préteur possède une fortune qui lui permette de subvenir à ses charges municipales . On sait qu’il y avait huit préteurs dans l’Empire d’Orient qui se répartissaient les charges financières entre eux. Jusqu’en 541, s’y ajoutaient les deux consuls dont l’un venait normalement d’Orient. Mais le Sénat de l’empire d’Orient différait sensiblement dans l’Antiquité tardive de ce qu’avait été le Sénat républicain. De plus, le Sénat de Constantinople se distingua rapidement de celui de Rome. Si la plupart des sénateurs étaient issus des élites municipales et assez riches pour assumer les frais allant avec leur charge, ils ne formèrent pas une caste héréditaire comme à Rome, ce qui rendra plus facile le renouvellement des élites. Certains empereurs, comme Constance II, nomment à la préfecture de modestes bureaucrates alors que d’autres comme Justinien affectent de hauts dignitaires à des fonctions d’un rang moindre que le leur.
Au Sénat siégeaient également les principaux hauts-fonctionnaires de l’État comme le maître des offices (magister officiorum) et le maître des soldats (général en chef) ainsi que les gouverneurs de province et des hauts-fonctionnaires à la retraite. De façon générale, les familles sénatoriales de Constantinople étaient moins riches et moins illustres que celles de l’Empire d’Occident (où le nombre de sénateurs avait également été porté à 2000 au IVe siècle). Certains aristocrates tentaient d’entrer au Sénat pour échapper aux servitudes imposées par certains empereurs de l’Antiquité tardive comme Dioclétien (r. 284-305). Les curiales (membres des assemblées municipales) furent souvent forcés de devenir décurions (édiles municipaux) et à ce titre de participer à leurs propres frais aux gouvernements locaux en plus de devoir collecter les taxes et d’assumer les déficits . Les sénateurs au contraire étaient exempts de telles charges. Reconnaissant que nombre d’édiles cherchaient par leur entrée au Sénat à être exempts de ces charges, Théodose Ier décréta que tout décurion entrant au Sénat devait continuer à les assumer.
Le Sénat était le lien obligé pour les communications avec l’empereur. À Constantinople comme à Rome, le Sénat se composait de trois classes de sénateurs, les illustres, les spectabiles et les clarissimi. La classe la plus élevée, celle des illustres, était formée des titulaires en exercice ou à la retraite des plus hautes fonctions de l’État comme le maître de la  milice et les préfets du prétoire. La classe moyenne, celle des spectabiles, comprenait d’importants fonctionnaires comme les proconsuls, les vicaires et les gouverneurs militaires des provinces (duces) et leurs plus proches collaborateurs. Enfin, les clarissimi regroupaient les gouverneurs de provinces et autres hauts-fonctionnaires. Les titulaires de ces deux derniers ordres pouvaient vivre où bon leur semblait dans l’empire. Souvent riches propriétaires fonciers, la plupart vivaient sur leurs terres et ne prenaient généralement pas part aux assemblées du Sénat. Les membres actifs faisaient généralement partie des illustres lesquels de par leurs fonctions devaient habiter Constantinople et à qui il était plus facile de prendre part aux travaux. À partir de la deuxième moitié du Ve siècle, les membres des deux dernières classes étaient officiellement exclus des sessions tout en conservant leurs privilèges sociaux et honorifiques. De telle sorte qu’au plus une centaine de sénateurs constituaient l’élite des fonctionnaires de l’empire d’Orient. Pendant le règne de Justinien Ier, le nombre des clarissimi fut substantiellement accru ce qui obligea à promouvoir de nombreux sénateurs au rang de spectabiles, ce qui à son tour fit augmenter le nombre des illustres qui avaient constitué jusque-là l’élite du Sénat. Un nouvel ordre, celui des gloriosi, fut donc créé pour mettre en valeur les sénateurs les plus en vue. Ce nouvel ordre ne réussit toutefois pas à s’imposer. Il est important de noter que la fonction de sénateur n’était qu’une carrière d’appoint pour nombre de sénateurs qui occupaient déjà des postes importants dans l’administration publique.

## Pouvoirs et fonctions

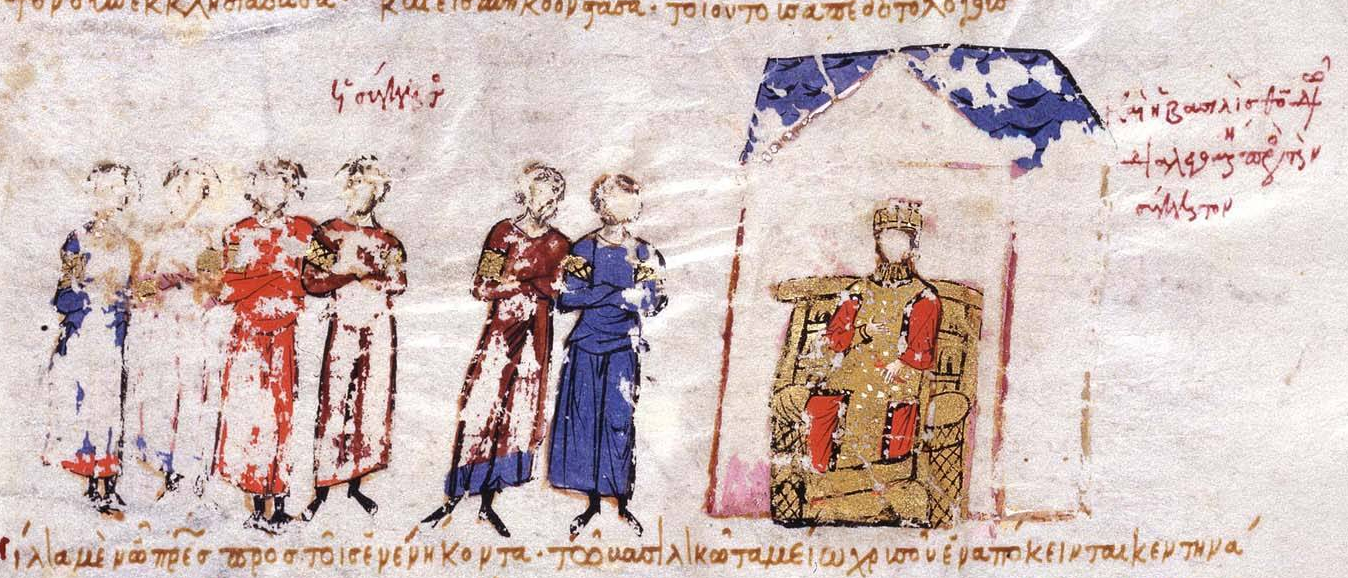
L’impératrice Théodora s’entretenant avec le Sénat d’après le manuscrit Madrid Skylitzès.

En Orient comme en Occident, le Sénat symbolisait la puissance de Rome et de l’État, la res publica. À l’Est comme à l’Ouest on ne pouvait concevoir l’État romain sans Sénat. En tant qu’assemblée réunissant les dignitaires les plus élevés de l’empire, elle jouissait d’un prestige et d’une influence indéniables même si, depuis le principat, ses pouvoirs effectifs avaient été considérablement réduits. À partir du milieu du VIIIe siècle et des réformes qui virent l’armée être réorganisée en thèmes et l’administration civile divisée en de plus nombreux mais moins puissants ministères, nombre de fonctions disparurent ou devinrent purement honorifiques. Les ministres les plus puissants étant le logothète de la poste (logothetes tou dromou), le logothète des affaires générales (logothetes tou genikou) et le logothète des armées (logothetes tou stratiotikou). Le Sénat ne se réunit plus qu’occasionnellement et devint surtout un cercle réunissant les plus hauts dignitaires de l’empire.
Toutefois, il pouvait encore passer des résolutions (senatus consulta) que l’empereur pouvait adopter et promulguer sous forme d’édit. Il pouvait également suggérer des lois et agir en tant que conseil consultatif et de nombreuses tractations durent avoir lieu entre l’empereur et le Sénat. Par exemple, la décision d’aider le roi des Perses, Chosroès II fut prise par l’empereur Maurice en consultation avec le Sénat ; l’impératrice Zoé Carbonopsina, quatrième femme de Léon VI discutera avec le Sénat des possibilités de faire la paix avec les Arabes pour porter les troupes contre le tsar bulgare Syméon. Certaines lois impériales prirent la forme de « discours au Sénat » et étaient lues devant l’assemblée. Le Sénat avait également le pouvoir de nommer quelqu’un « ennemi public » comme ce fut le cas en 398 pour Stilichon. 
En 446, l’empereur d’Occident Valentinien III et l’empereur d’Orient Theodose II promulguèrent un édit qui devait donner au Sénat de nouveaux pouvoirs : toute nouvelle loi devait être discutée à la fois par le Sénat et le Consistoire avant d’être promulguée par l’empereur. Cette procédure fut incluse dans le Codex Justinianus et devint loi dans l’ensemble de l’empire bien que l’on ignore jusqu’à quel point elle fut mise en pratique en Orient. 
L’empereur pouvait également utiliser le Sénat comme haute cour de justice et des procès pour haute trahison lui furent ainsi référés. Ainsi, l’empereur Léon en 467 traduira le fils du magister militium Aspar, le général Ardabur, devant le Sénat pour complot avec les Sassanides. Les crimes ordinaires étaient généralement jugés par l’éparque de la cité et cinq sénateurs tirés au sort, lorsque l’accusé était lui-même sénateur. 
Sur le plan constitutionnel, sa prérogative la plus importante était parfois de choisir, mais toujours de confirmer avec l’armée et le peuple le choix de l’empereur. En pratique, la succession devint héréditaire, les sénateurs se contentant de jouer un rôle lors d’une crise de succession. Ainsi, Justin (r. 518-527) sera choisi par le Sénat et ratifié par le peuple contre l’avis de l’armée. Au siècle suivant, Phocas, après son entrée à Constantinople, se présentera sur la place de l’Hebdomon et y sera acclamé par le Sénat et les partis populaires ; même situation pour Héraclius en 610.  Après la défaite de Manzikert en 1071, l’impératrice Eudokia rappela d’exil le césar Jean Doukas, frère de Constantin X et fit prononcer par le Sénat la déchéance de Romain Diogène (r. 1068-1071). Lorsqu’après l’occupation latine l’empire sera rétabli, le Sénat deviendra l’arbitre de la légitimité dans la longue lutte opposant Andronic II à son petit-fils, le futur Andronic III.

## Conflits avec l’empereur

L’empire byzantin en 650.

Il y eut également des cas où le Sénat entra en conflit avec l’empereur et tenta d’imposer son autorité sur la base de son rôle constitutionnel dans le choix de l’empereur. En 457, d’importants sénateurs voulurent offrir le trône au maitre de la milice, Aspar, alors que d’autres lui préféraient Anthemius ; ce fut finalement le tribun militaire d’Aspar, Léon, qui fut choisi. En 532, certains sénateurs donnèrent leur appui à la révolte de Nika contre Justinien Ier qui ne cachait pas sa méfiance à l’endroit des riches sénateurs. À partir de 541, le Sénat perdit un nombre important de ses membres au cours de l’épidémie de peste qui sévit et Justinien confisqua les biens de maints sénateurs qui survécurent. L’empereur Phocas (r. 602-610), qui avait pris le pouvoir en 602 alors qu’il n’était que sous-officier, entra très rapidement en conflit avec le Sénat et fit exécuter nombre d’influents sénateurs. En 608, Héraclius l’Ancien et son fils, le futur empereur Héraclius (r. 610-641), furent nommés consuls avec l’appui de membres du Sénat à Carthage. Héraclius le Jeune marcha alors contre Constantinople où le Sénat déposa Phocas qui fut ensuite arrêté dans une église par deux sénateurs.
Lorsqu’Héraclius mourut en 641, il laissa l’empire à ses deux fils, Constantin III, né d’un premier mariage avec son épouse Eudoxia, et Héraclonas, né d’un deuxième mariage avec sa nouvelle épouse Martina. L’impératrice réclama la régence au cours d’une impressionnante cérémonie qui se déroula à l’hippodrome de Constantinople en présence du Sénat, d’autres dignitaires et du peuple de Constantinople. Le Sénat et le peuple favorisant le fils d’Eudoxia, l’impératrice dut retourner au grand palais, vaincue. Toutefois, Constantin devait mourir quatre mois plus tard, laissant son demi-frère seul prétendant, ce qui donna naissance à des rumeurs selon lesquelles il aurait été assassiné par Martine. Peu après, une révolte dirigée par le général Valentin obligea Héraclonas à accepter son jeune neveu, Constant II, fils du défunt, comme coempereur. Dans un effort pour réduire les chances de Constantin, Héraclonas nomma son plus jeune frère David (Tiberius) coempereur. Ceci n’apaisa pas le mécontentement du Sénat et du peuple : en septembre 641, Martine et Héraclonas furent renversés, mutilés et exilés par le général Valentin. Le Sénat confirma la destitution des deux personnages, confirmant ainsi son regain d'autorité puisque les sénateurs se chargèrent aussi de la tutelle de Constant II,.

## Déclin
Les pouvoirs du Sénat furent progressivement réduits au cours des siècles bien qu’il existât toujours comme institution au début du XIIIe siècle. On peut dire qu’il s’agissait moins d’une des institutions dirigeant l’empire que d’une assemblée de dignitaires, la plupart des pouvoirs qui lui restaient ayant été abrogés par les réformes de Basile Ier (r. 867 - 886) et Léon VI (r. 886-912). Il conserva toutefois un prestige considérable spécialement au XIe siècle lorsque l’aristocratie anatolienne vint au pouvoir après la mort de Basile II (r. 960 – 1025). Toutefois, avec l’avènement d’Alexis Ier Comnène qui recruta ses principaux conseillers parmi sa propre famille, le Sénat perdit toute influence et plusieurs sénateurs, mécontents d’être dépossédés de leur rôle de conseil suprême de l’empire, prirent part aux complots fomentés contre Alexis,. 
Son dernier sursaut fut sans doute en 1197 lorsque le Sénat de même que le clergé et les corporations de la capitale furent réunis par Alexis III pour approuver une taxe spéciale, l’Alamanikon. Les sénateurs refusèrent alors de se voir assujettis à la taxe, ce qui était contraire à la coutume, et l’empereur fut forcé de taxer les provinces, tout en exemptant la capitale,. La dernière séance connue du Sénat comme assemblée se tint lors de l’élection de Nikolas Kanabos sur le trône impérial le 25 janvier 1204 par une assemblée du Sénat et par des prêtres scandalisés par l'état des finances de l'État laissées par Isaac II et son fils Alexis IV  au cours de la quatrième croisade. Trois jours plus tard, celui-ci devait être déchu par Alexis V. Durant la dynastie paléologue, le titre de sénateur survécut un certain temps, mais disparut définitivement vers le milieu du XIVe siècle.

## LeSacrum consistorum
Outre le Sénat, existait une deuxième assemblée qui n’eut toutefois jamais le caractère d’une institution de l’empire et conserva un caractère essentiellement consultatif et cérémoniel : le « consistoire sacré » (en grec : θείον συνέδριον) ; c’était un conseil plus restreint que le Sénat et qui assistait l'empereur dans les différentes tâches administratives qui lui étaient confiées. Créé probablement sous Constantin Ier, il se composait à partir du IVe siècle de deux groupes de membres : (1) les principaux hauts-fonctionnaires de l’administration impériale (Magister Officiorum, Quaestor Sacri Palatii, Comes Sacrarum Largitionum et Comes Rerum Privatarum) (2) divers hauts-fonctionnaires de niveau inférieur. Ses fonctions incluaient la promulgation des lois, la réception des ambassadeurs étrangers et la discussion des dossiers de haute politique. Ses réunions étaient appelées « silentium » ; lorsque des sénateurs prenaient part aux séances, il prenait le nom de « silentium et conventus ». Au VIe siècle, Justinien abolit à toute fin pratique la distinction entre le Sénat et le Consistoire.

## Édifice du Sénat
Il y avait deux édifices du Sénat à Constantinople. L’un bâti par Constantin et restauré sous Justinien était situé à l’est de l’Augustaion, près du palais impérial de la Magnaure ; le deuxième était situé au nord du forum de Constantin. Le Sénat perdit ses deux lieux de rencontre au cours du VIe siècle et se réunit par la suite au Grand Palais de Constantinople.